# Digital Devil Story: Megami Tensei
Digital Devil Story: Megami Tensei (яп. デジタル・デビル物語 女神転生 Дэдзитару Дэбиру Суто:ри: Мэгами Тэнсэй) — видеоигра в жанре RPG, основанная на трилогии научно-фантастических романов японского автора Ая Ниситани. Первая версия игры была разработана Atlus и выпущена Namco в 1987 году для Famicom. Версия для PC была разработана совместными усилиями Atlus и Telenet Japan и выпущена Telenet Japan в том же году. Улучшенный порт для Super Famicom от Opera House был выпущен в 1995 году.
История повествует о японских старшеклассниках Акэми Накадзима и Юмико Сирасаги, сражающихся с силами Люцифера высвобожденными программой призыва демонов, созданной Накадзимой. Игровой процесс включает в себя изучение подземелий от первого лица, пошаговые сражения и диалоги с демонами, а также путешествие по враждебному лабиринту Накадзима в версии для Famicom, сражения в котором происходят в реальном времени в версии для PC.
Разработка обеих версий игры началась после выпуска оригинальной анимационной адаптации первой книги Ниситани Digital Devil Story в начале 1987 года. Ниситани был глубоко вовлечен в дизайн и сценарий. Механика игрового процесса была основана на серии игр Wizardry, но с добавленной системой диалогов с демонами, считавшейся революционной для того времени. Atlus и Telenet Japan работали над своими проектами одновременно, играя против жанровых стереотипов своих платформ. Версия для Famicom оказалась более популярной среди критиков и геймеров, породив продолжение под названием Digital Devil Story: Megami Tensei II в 1990 году.

## Игровой процесс
Famicom версия Digital Devil Story: Megami Tensei — традиционная RPG, в которой игрок берёт под свой контроль группу, состоящую из двух человек и нескольких демонов. Группа исследует огромное подземелье, используя вид от первого лица. Человеческие персонажи используют различные виды оружия и предметы, причём основным видом оружия являются мечи и пистолеты. Предметы, которые могут варьироваться от исцеляющих предметов до различных типов валюты, отбираются у врагов или находятся в сундуках, разбросанных по подземелью. Оружие и аксессуары приобретаются в различных магазинах, расположенных в подземелье. Прогресс сохраняется с помощью системы паролей.
Сражения пошаговые, со случайными встречами, происходящими во время изучения подземелий. В конце успешной битвы вы получаете очки опыта, деньги и предметы. Очки опыта делят между собой Накадзима и Юмико, набрав достаточное количество очков опыта, их уровни повышаются, и им даётся по одному очку способности, которые могут быть даны одному из пяти атрибутов персонажа: сила, интеллект, атака, ловкость и удача. Во время сражений игрок может попытаться убедить вражеских демонов присоединиться к нему в обмен на магнетит, деньги или предметы. Игрок может держать семь демонов одновременно, из которых до четырёх могут быть вызваны одновременно; вызванные демоны помогают игроку в битвах с физическими и магическими атаками, но вызов стоит денег, и потребляют магнетит, когда игрок ходит. Отношение демонов к игроку определяется фазой луны, которая проходит через восемь фаз от новой до полной. Демоны не повышают свой уровень, вместо этого игрок может создать более сильных демонов, посетив специальное место и объединив двух своих союзных демонов в одного нового.
Версия для PC — это экшен RPG с видом сверху. Управляя Накадзимой, игрок исследует лабиринтные уровни подземелья, населённого врагами. Бой происходит в реальном времени; Накадзима, сражающийся с демонами, использует как атаки ближнего боя, так и дальние магические атаки. Каждая секция подземелья заканчивается мощным боссом.

## Сюжет
По сюжету Акеми Накадзима — ученик старшей школы, являющийся реинкарнацией божества Идзанаги, разрабатывает компьютерную программу, которая вызывает демонов из Макая — мира демонов. Первоначально он хотел использовать свою программу, чтобы отомстить своим обидчикам, но она вышла из-под контроля и выпустила полчища демонов. Демонами командует Люцифер, который воскрешает демонических богов Локи и Сета после их поражения Накадзимой и Юмико. С помощью своего друга Юмико Сирасаги — студентки-переводчицы, являющейся реинкарнацией богини Идзанами, которая увлечена Накадзимой, он борется с демонами в Макае. Пара путешествует по огромному подземному лабиринту, где они побеждают генералов Люцифера, включая Локи и Сета, прежде чем сразиться с самим Люцифером и победить его, закрыв вход в Макай.

## Разработка
Digital Devil Story: Megami Tensei началась как трилогия научно-фантастических книг, написанных японским автором Аей Ниситани. Опубликованные Tokuma Shoten, романы имели большой успех в Японии. Романы были сначала адаптированы в виде аниме в формате OVA, которое пересказывало события первых романов. После завершения OVA в 1987 году Tokuma Shoten решил расширить серию до видеоигр. Лицензия на разработку игры на основе работы Ниситани была одновременно приобретена двумя компаниями: Atlus и Telenet Japan. Обе компании были готовы работать над одним и тем же проектом, но хотели разграничить свои продукты. Поскольку Famicom считался платформой для экшен ориентированных игр, а персональные компьютеры для традиционных ролевых игр, обе компании решили сыграть против ожиданий игроков. Под руководством Tokuma Shoten были созданы два различных игровых проекта под названием Digital Devil Story: Megami Tensei: Atlus создала традиционную ролевую игру, которая была издана Namco, в то время как Atlus и Telenet совместно работали над ролевой игрой, которая будет издана Telenet. Эти две версии были разработаны одновременно, хотя версию Telenet завершили раньше.
Руководителем разработки в версии Atlus был Кодзи Окада, в то время как оригинальные элементы сценария были написаны Кадзунари Судзуки. Спрайты и рекламные иллюстрации были разработаны Эсаки Минору, а музыка была написана Цукасой Масуко. На ранних этапах концепция геймплея была почти полной копией игрового процесса из серии игр Wizardry, поскольку Судзуки и его начальство являлись фанатам этой серии. Судзуки настаивал на включении какой-то новой функции, которая бы отличала бы его игру от Wizardry. Это привело к созданию системы переговоров с демонами. Окада позже заявил, что переговоры с демонами были введены на ранней стадии создании. Говоря позже об исследовании от первого лица, Окада был очень критичен, чувствуя, что после всех их усилий «Всё, что мы оставили после того, как всё было сказано и сделано, было много-много длинных извилистых подземелий!». Место для хранения игры на картридже было постоянной проблемой для команды, поскольку Судзуки использовал неопределенные приемы программирования, чтобы включить высококачественную спрайт-графику. Из-за правил игровой индустрии в то время команды и студии либо оставались не указанными в титрах, либо указывали псевдонимы, например Цукаса Масуко был записан как Project Satan (Проект Сатана).
Сюжет игры был основан на заключительном романе в трилогии Ниситани — Tensei no Shuuen, хотя и взяла своё название из первого романа — Megami Tensei. Ниситани был глубоко вовлечён в планирование игры, внося свои предложения и советы в проект. По словам Окады, основной проблемой во время разработки было точное следование сюжету романа из-за ограниченного аппаратного пространства на картридже Famicom, а также необходимость создания захватывающего игрового процесса. Имея это в виду, команда выбрала ключевые части сюжета романа, чтобы включить их в игру, вырезая несущественные элементы. Одним из элементов, который не был включён, была сомнительная мораль главного героя, которая была значимой чертой в романах. Судзуки позже прокомментировал, что только благодаря тому, что они работали вместе с Namco, игра была в принципе выпущена из-за её зрелых дизайнов персонажей и обильного использования религии в повествовании. Демон Цербер, который станет повторяющимся элементом в более поздних играх Megami Tensei, был данью уважения трилогии Ниситани, в то же время подражая видеоигровым тенденциям, являлся рыночный маскотом.

## Релиз
Версия для персональных компьютеров была выпущена Telenet Japan для моделей PC-88, MSX, Sharp X1 и FM-7 в период с июля по сентябрь 1987 года. Версия для PC-88 была переиздана 25 апреля 2006 года Kadokawa Shoten в рамках коллекции из пятнадцати игр для платформы.
Версия для Famicom была издана Namco 11 сентября 1987 года. Эта версия была позже переиздана через специальный мобильный магазин Atlus, сначала для мобильных устройств NTT DoCoMo 26 февраля 2004 года,, затем для сервиса Vodafone Live! 1 декабря того же года и для сервиса BREW 29 сентября 2005 года. Мобильные версии, в отличие от других портов, имели усовершенствованную графику, автоматическое отображение подземелий и возможностью сохранения в любом месте игры.
Игра получила улучшенный порт для Super Famicom от японского разработчика Opera House, объединяющий игру с её продолжением. Для этой версии игры графика была переработана, игровой процесс скорректирован, а изображение демонов перерисованы тогдашним иллюстратором серии Казумой Канеко. Музыка была аранжирована Хитоси Сакимото. Порт был выпущен под названием Kyuuyaku Megami Tensei 31 марта 1995 года. Эта версия была переиздана на Virtual Console для Wii 3 июля 2012 года.
За пределами Японии не было выпущено ни одной официальной версии игры. Это было связано с политикой Nintendo по цензуре религиозных отсылок в играх, которая сделала ранние игры серии Megami Tensei неприемлемыми для локализации из-за их центральных религиозных элементов. 28 августа 2014 года был выпущен фанатский перевод Kyuuyaku Megami Tensei на английский язык.

## Оценки
| Иноязычные издания | Иноязычные издания |
| Издание            | Оценка             |
| ------------------ | ------------------ |
| Famitsu            | 31/40 (Famicom)    |

В своём обзоре Famitsu сравнил исследование подземелий с серией Deep Dungeon, при этом критики высоко оценили игровой процесс и необычный сеттинг. В статье об игре в 1991 году Family Computer Magazine назвал её «революционной RPG», восхваляя её геймплей и атмосферу, несмотря на дизайн, позволяющий игрокам легко заблудиться. Журнал Ohta Publishing ссылаться на тёмную атмосферу и механику как впечатляющую, учитывая ограниченность аппаратного обеспечения и инновационность среди ролевых игр того времени. Курт Калата и Кристофер Дж. Снелгроув из Hardcore Gaming 101 заявили, что «удивительно, как элементы ловли и слияния монстров глубоки, учитывая возраст игры»; восхваляют её механику, несмотря на возраст и сложность. В отличие от похвалы за версию для Famicom, они назвали версию от Telenet Japan плохим клоном Gauntlet с низкокачественной графикой. Хотя конкретные цифры продаж отсутствуют, Окада заявил, что игра была коммерческим успехом, что дало Atlus передышку, чтобы обдумать создать ли продолжение.
Смесь переговоров с демонами и их вербовкой с традиционной ролевой механикой в то время считалась революционной. Автор UGO Networks К. Тор Дженсен назвал игру первым успешным использованием киберпанковской эстетики в видеоиграх, заявив, что сочетание элементов научной фантастики и оккультизма «создаёт поистине уникальный вымышленный киберпанковский мир». В 2012 году Кимберли Уоллес из Game Informer, приписывал влияние Digital Devil Story: Megami Tensei на многие популярные игры новаторским геймплем «собирание монстров», популяризированный серии Pokemon. В ретроспективе 2015 года посвященной преемнику игры 1992 года Shin Megami Tensei, Шон Масгрейв из Touch Arcade, отметил необычную игровую механику в рамках стандартизированной ролевой формулы и его научно-фантастический сеттинг в отличие от фэнтезийного сеттинга, доминирующего в жанре в то время.